# Linea Minato
La linea Minato (ひたちなか海浜鉄道湊線?, Hitachinaka Kaihin tetsudō Minato-sen) è una linea ferroviaria urbana non elettrificata a scartamento ridotto della prefettura di Ibaraki, interamente nella città di Hitachinaka, ed è gestita dalla ferrovia Hitachinaka Kaihin. Al capolinea di Katsuta è possibile interscambiare con la linea Jōban della JR East.

## Servizi
La ferrovia, lunga circa 14 km, è interamente a binario singolo e a trazione termica, e possiede 11 stazioni. Tutti i treni fermano in tutte le stazioni, con una frequenza di circa un treno ogni 30-40 minuti (gli orari non sono cadenzati) con rinforzi durante le ore di punta.

## Stazioni
| Stazione        | Giapponese | Distanza interst. | Distanza totale | Collegamenti | Posizione   |
| --------------- | ---------- | ----------------- | --------------- | ------------ | ----------- |
| Katsuta         | 勝田       | -                 | 0.0             | Linea Jōban  | Hitachinaka |
| Kōkimae         | 工機前     | 0.6               | 0.6             |              | Hitachinaka |
| Kaneage         | 金上       | 1.2               | 1.8             |              | Hitachinaka |
| Nakane          | 中根       | 3.0               | 4.8             |              | Hitachinaka |
| Takadano-tekkyō | 高田の鉄橋 | 2.3               | 7.1             |              | Hitachinaka |
| Nakaminato      | 那珂湊     | 1.1               | 8.2             |              | Hitachinaka |
| Tonoyama        | 殿山       | 1.4               | 9.6             |              | Hitachinaka |
| Hiraiso         | 平磯       | 1.2               | 10.8            |              | Hitachinaka |
| Minohamagakuen  | 美乃浜学園 | 1.8               | 12.6            |              | Hitachinaka |
| Isozaki         | 磯崎       | 0.7               | 13.3            |              | Hitachinaka |
| Ajigaura        | 阿字ヶ浦   | 1.0               | 14.3            |              | Hitachinaka |